# Куку (јело)
Куку (перс. کوکو ), такође се пише и као коокоо, је иранско јело на бази јаја. Углавном јевегетаријанско иранско јело направљено од умућених јаја сједињених са различитим састојцима. Слична је италијанској фритати, француском кипу или неким врстама омлета, али обично има мање јаја од фритате и кува се краће време, на лаганој ватри, пре него што се окрене или се ставља кратко на роштиљ. Служи се топло или хладно као предјело, прилог или главно јело, уз хлеб и јогурт или салату. У деловима северног Ирана, куку се може користити као подневни оброк и може се послужити са обичним куваним пиринчем (кате) или хлебом.
Куку се спомиње у куварским књигама из иранског периода Сафавида и Каџара. Кајар документи га представљају као прилог. Биље куку ( kuku sabzi ), које је најпопуларнија врста, се традиционално служи за Новруз, иранску Нову годину, симболизујући нови почетак  и такође за Ускрс коју славе ирански Јермени и ирански Грузијци.
Традиционална припрема кукуа подразумева пржење састојака у уљу на лаганој ватри и обавља се кувањем на пари у затвореном простору. Печење је такође популарна метода припреме данас. Додатна дебљина јела се добија додавањем квасца. Крајњи резултат је омлет налик на колач који се обично служи уз хлеб али пиринач, посебно у северној иранској провинцији Гилан, где се конзумирање пиринча уопште традиционално преферирало над хлебом.

## Варијације јела
Куку се прави од различитих састојака и у различитим стиловима, укључујући куку од зачинског биља (kuku sabzi), куку од кромпира (kuku sibzamini), куку од патлиџана (kuku-ye bādenjān, vereqā), куку од срне (ašbal kuku) и јогурт куку (kuku-ye māst).
Биљни куку, или kuku sabzi на перзијском, је најчешћа врста кукуа. Прави се од јаја и зачинског биља попут празилука и першуна. Као састојак се користи и бели лук, који је посебно популаран у северним регионима Ирана.
Куку од кромпира, или на персијском kuku sibzamini, који је скоро идентичан шпанском омлету (тортиља од кромпира), прави се од јаја, кромпира и других састојака.
Куку од патлиџана, познат као kuku-ye bādenjān на персијском и vereqā на Гилакију, је направљен од пиреа патлиџана и јаја, заједно са другим састојцима као што су першун, ораси, лука и шимширика.
Једна локална варијаија јела из Гилана, укључује икре (кавијар).